# Estoril Open 2008 - Qualificazioni singolare maschile
Le qualificazioni del singolare maschile dell'Estoril Open 2008 sono state un torneo di tennis preliminare per accedere alla fase finale della manifestazione. I vincitori dell'ultimo turno sono entrati di diritto nel tabellone principale. In caso di ritiro di uno o più giocatori aventi diritto a questi sono subentrati i lucky loser, ossia i giocatori che hanno perso nell'ultimo turno ma che avevano una classifica più alta rispetto agli altri partecipanti che avevano comunque perso nel turno finale.
Le qualificazioni del torneo Estoril Open  2008 prevedevano 32 partecipanti di cui 4 sono entrati nel tabellone principale.

## Teste di serie
1. Rubén Ramírez Hidalgo (primo turno)
2. Andrej Golubev (primo turno)
3. Oliver Marach (Qualificato)
4. Alexander Peya (secondo turno)

1. Aleksandr Kudrjavcev (Qualificato)
2. Dick Norman (primo turno)
3. Simone Vagnozzi (ultimo turno)
4. Ivan Dodig (ultimo turno)

## Qualificati
1. Aleksandr Kudrjavcev
2. João Sousa

1. Oliver Marach
2. Gianluca Naso

## Tabellone

### Legenda
| - Q = Qualificato - WC = Wild card - LL = Lucky loser | - ALT = Alternate - SE = Special Exempt - PR = Protected Ranking | - w/o = Walkover - r = Ritirato - d = Squalificato |

### Sezione 1
|  | Primo turno      | Primo turno               | Primo turno               | Primo turno | Primo turno |  |  | Secondo turno    | Secondo turno        | Secondo turno        | Secondo turno        | Secondo turno        |   |   | Ultimo turno | Ultimo turno | Ultimo turno | Ultimo turno | Ultimo turno |  |
|  |                  |                           |                           |             |             |  |  |                  |                      |                      |                      |                      |   |   |              |              |              |              |              |  |
|  |                  | Lovro Zovko               | 2                         | 7           | 7           |  |  |                  |                      |                      |                      |                      |   |   |              |              |              |              |              |  |
|  | 1                | Rubén Ramírez Hidalgo     | 6                         | 5           | 64          |  |  | Lovro Zovko      | Lovro Zovko          | Lovro Zovko          | 6                    | 7                    |   |   |              |              |              |              |              |  |
|  | Juan-Pablo Yunis | Juan-Pablo Yunis          | Juan-Pablo Yunis          | 7           | 6           |  |  | Juan-Pablo Yunis | Juan-Pablo Yunis     | Juan-Pablo Yunis     | 4                    | 5                    |   |   |              |              |              |              |              |  |
|  | Matias Saenz     | Matias Saenz              | Matias Saenz              | 65          | 1           |  |  |                  |                      |                      |                      |                      |   |   |              | Lovro Zovko  | Lovro Zovko  | 4            | 1            |  |
|  | Hugo Anao        | Hugo Anao                 | Hugo Anao                 | 6           | 6           |  |  |                  |                      | 5                    | Aleksandr Kudrjavcev | Aleksandr Kudrjavcev | 6 | 6 |              |              |              |              |              |  |
|  | Jose-Pedro Silva | Jose-Pedro Silva          | Jose-Pedro Silva          | 3           | 1           |  |  |                  | Hugo Anao            | Hugo Anao            | 3                    | 3                    |   |   |              |              |              |              |              |  |
|  | 5                | Aleksandr Kudrjavcev      | Aleksandr Kudrjavcev      | 6           | 6           |  |  | 5                | Aleksandr Kudrjavcev | Aleksandr Kudrjavcev | 6                    | 6                    |   |   |              |              |              |              |              |  |
|  |                  | Carlos Calderon-Rodriguez | Carlos Calderon-Rodriguez | 1           | 2           |  |  |                  |                      |                      |                      |                      |   |   |              |              |              |              |              |  |

### Sezione 2
|  | Primo turno        | Primo turno                  | Primo turno                  | Primo turno | Primo turno |  |  | Secondo turno                | Secondo turno                | Secondo turno | Secondo turno | Secondo turno |   |   | Ultimo turno | Ultimo turno | Ultimo turno | Ultimo turno | Ultimo turno |  |
|  |                    |                              |                              |             |             |  |  |                              |                              |               |               |               |   |   |              |              |              |              |              |  |
|  |                    | João Sousa                   | João Sousa                   | 6           | 7           |  |  |                              |                              |               |               |               |   |   |              |              |              |              |              |  |
|  | 2                  | Andrej Golubev               | Andrej Golubev               | 3           | 64          |  |  | João Sousa                   | João Sousa                   | 64            | 6             | 6             |   |   |              |              |              |              |              |  |
|  | Adam Vejmelka      | Adam Vejmelka                | Adam Vejmelka                | 6           | 6           |  |  | Adam Vejmelka                | Adam Vejmelka                | 7             | 1             | 3             |   |   |              |              |              |              |              |  |
|  | Jose-Ricardo Nunes | Jose-Ricardo Nunes           | Jose-Ricardo Nunes           | 1           | 0           |  |  |                              |                              |               |               |               |   |   | João Sousa   | João Sousa   | João Sousa   | 6            | 6            |  |
|  | Pedro Sousa        | Pedro Sousa                  | Pedro Sousa                  | 6           | 6           |  |  |                              |                              | Pedro Sousa   | Pedro Sousa   | Pedro Sousa   | 2 | 3 |              |              |              |              |              |  |
|  | Goncalo Falcao     | Goncalo Falcao               | Goncalo Falcao               | 0           | 2           |  |  | Pedro Sousa                  | Pedro Sousa                  | 6             | 1             | 7             |   |   |              |              |              |              |              |  |
|  |                    | Jose-Antonio Sanchez-De Luna | Jose-Antonio Sanchez-De Luna | 6           | 6           |  |  | Jose-Antonio Sanchez-De Luna | Jose-Antonio Sanchez-De Luna | 3             | 6             | 68            |   |   |              |              |              |              |              |  |
|  | 6                  | Dick Norman                  | Dick Norman                  | 4           | 2           |  |  |                              |                              |               |               |               |   |   |              |              |              |              |              |  |

### Sezione 3
|  | Primo turno            | Primo turno            | Primo turno    | Primo turno | Primo turno |  |  | Secondo turno | Secondo turno   | Secondo turno  | Secondo turno   | Secondo turno |   |   | Ultimo turno | Ultimo turno  | Ultimo turno | Ultimo turno | Ultimo turno |  |
|  |                        |                        |                |             |             |  |  |               |                 |                |                 |               |   |   |              |               |              |              |              |  |
|  | 3                      | Oliver Marach          | Oliver Marach  | 6           | 6           |  |  |               |                 |                |                 |               |   |   |              |               |              |              |              |  |
|  |                        | Tiago Godinho          | Tiago Godinho  | 2           | 1           |  |  | 3             | Oliver Marach   | Oliver Marach  | 6               | 6             |   |   |              |               |              |              |              |  |
|  | Miguel Almeida         | Miguel Almeida         | Miguel Almeida | 6           | 6           |  |  |               | Miguel Almeida  | Miguel Almeida | 2               | 3             |   |   |              |               |              |              |              |  |
|  | João Ferreira          | João Ferreira          | João Ferreira  | 3           | 4           |  |  |               |                 |                |                 |               |   |   | 3            | Oliver Marach | 5            | 6            | 7            |  |
|  | Enrico Burzi           | Enrico Burzi           | 6              | 3           | 7           |  |  |               |                 | 7              | Simone Vagnozzi | 7             | 3 | 5 |              |               |              |              |              |  |
|  | Ignacio Coll-Riudavets | Ignacio Coll-Riudavets | 4              | 6           | 64          |  |  |               | Enrico Burzi    | 3              | 7               | 3             |   |   |              |               |              |              |              |  |
|  | 7                      | Simone Vagnozzi        | 6              | 4           | 6           |  |  | 7             | Simone Vagnozzi | 6              | 5               | 6             |   |   |              |               |              |              |              |  |
|  |                        | Pedro Clar-Rossello    | 2              | 6           | 3           |  |  |               |                 |                |                 |               |   |   |              |               |              |              |              |  |

### Sezione 4
|  | Primo turno                  | Primo turno                  | Primo turno                  | Primo turno | Primo turno |  |  | Secondo turno | Secondo turno                | Secondo turno                | Secondo turno | Secondo turno |    |   | Ultimo turno | Ultimo turno  | Ultimo turno  | Ultimo turno | Ultimo turno |  |
|  |                              |                              |                              |             |             |  |  |               |                              |                              |               |               |    |   |              |               |               |              |              |  |
|  | 4                            | Alexander Peya               | Alexander Peya               | 6           | 6           |  |  |               |                              |                              |               |               |    |   |              |               |               |              |              |  |
|  |                              | Vasco Pascoal                | Vasco Pascoal                | 0           | 2           |  |  | 4             | Alexander Peya               | 6                            | 1             | 4             |    |   |              |               |               |              |              |  |
|  | Gianluca Naso                | Gianluca Naso                | Gianluca Naso                | 6           | 6           |  |  |               | Gianluca Naso                | 2                            | 6             | 6             |    |   |              |               |               |              |              |  |
|  | Martin Trueva                | Martin Trueva                | Martin Trueva                | 2           | 0           |  |  |               |                              |                              |               |               |    |   |              | Gianluca Naso | Gianluca Naso | 7            | 6            |  |
|  | Jose-Manuel Garcia-Rodriguez | Jose-Manuel Garcia-Rodriguez | Jose-Manuel Garcia-Rodriguez | 6           | 6           |  |  |               |                              | 8                            | Ivan Dodig    | Ivan Dodig    | 64 | 1 |              |               |               |              |              |  |
|  | Francisco Dias               | Francisco Dias               | Francisco Dias               | 4           | 2           |  |  |               | Jose-Manuel Garcia-Rodriguez | Jose-Manuel Garcia-Rodriguez | 2             | 3             |    |   |              |               |               |              |              |  |
|  | 8                            | Ivan Dodig                   | Ivan Dodig                   | 7           | 6           |  |  | 8             | Ivan Dodig                   | Ivan Dodig                   | 6             | 6             |    |   |              |               |               |              |              |  |
|  |                              | František Čermák             | František Čermák             | 68          | 2           |  |  |               |                              |                              |               |               |    |   |              |               |               |              |              |  |